# جيرارد أونغر
جيرارد أونغر (بالهولندية: Gerard Unger)‏ هو مصمم جرافيك هولندي، ولد في 22 يناير 1942 في آرنم في هولندا، وتوفي في 23 نوفمبر 2018 في بوسوم في هولندا بسبب سرطان المعدة.

## وصلات خارجية
- الموقع الرسمي